# Ночь в опере
«Ночь в о́пере» — чёрно-белый короткометражный документальный фильм С. Лозницы по заказу Парижской Гранд-опера, полностью основанный на архивных материалах 1950—1960-х годов. Персонажами ленты стали мировые знаменитости — от кинозвёзд до монарших особ.

## Хронология
Торжественный караул французских солдат на проспекте Оперы у Пале Гарнье, тут же большая группа репортёров. Капельдинеры в париках и с горящими свечами в канделябрах вдоль ковровой дорожки, ведущей к парадному входу. Из автомобилей появляются высокие гости Французской Республики, а также знаменитости. Все поднимаются к парадному входу в здание, среди них можно разглядеть: Марселя Ашара, Брижит Бардо, Жан-Клода Бриали, Бурвиля, Саша Гитри, Саша Дистеля, Грейс Келли, Жана Кокто, Сержа Лифаря, Мишель Морган, Паташу, Жерара Филипа, Франсуазу Саган, Чарли Чаплина, королеву Нидерландов Юлиану, королеву Дании Ингрид, принца Греции Георга, шаха Ирана и принцессу Пехлеви, королеву Елизавету II и принца Филиппа, короля Бодуэна и королеву Фабиолу, короля Норвегии Улафа V, короля Швеции Густава VI, Аденауэра, Никиту Хрущёва, Алексея Косыгина, президентов Франции Шарля де Голля и Жоржа Помпиду. На одном из балконов парадной лестницы играет военный оркестр. Гостей в верхнем фойе приветствуют учащиеся хореографической балетной школы, дамам преподносятся огромные букеты.
Когда наконец все высокие гости занимают свои места в зале, звучит «Марсельеза» — французский государственный гимн. После поднятия занавеса появляется Мария Каллас, она исполняет арию Розины Una voce poco fa из «Севильского цирюльника» Дж. Россини. Ночь завершается праздничным фейерверком на Парижем.

## История создания
Во время Каннского кинофестиваля французский продюсер Филипп Мартен обратился к Сергею Лознице с предложением сделать фильм для портала Парижской оперы «Третья сцена» / 3e Scène. Получившему полную свободу режиссёром были предложены нескольких вариантов, включая и новые съёмки, но позже остановились на идее обойтись только архивом, находящимся в распоряжении Парижской оперы и содержащего несколько часов документальных съёмок официальных визитов в оперу
…у меня появилась идея, возможно, навеянная предыдущим фильмом, создать игру со временем. Дело в том, что все эти кадры принадлежат разному времени, а я объединяю их как нечто одномоментное. Эти кадры приезда в оперу высоких гостей сняты в 1950—1960 годы, но мне кажется, что мне удался этот фокус и они смотрятся как материал, снятый в один волшебный вечер.Сергей Лозница, «L’Officiel Россия» декабрь 2020
Объединить кинохронику двух десятилетий в сквозной сюжет, последовательно развивающийся в пространствах театра, помог ритм монтажа и музыкальные темы — Увертюра и финал 2-го акта «Волшебной флейты» Моцарта, Триумфальный марш из финала второго действия оперы Дж. Верди «Аида», увертюра из «Летучей мыши» Иоганна Штрауса, а также выступление Марии Каллас с оркестром Национальной оперы Парижа, дирижёр Жорж Себастьян.

## Съёмочная группа
- Сценарий и режиссёр: Сергей Лозница
- Звукорежиссёр: Владимир Головницкий
- Монтаж: Даниэлиус Коканаускис
- Работа с архивом: Эммануэль Кениг
- Перезапись: Питер Уорнье
- Реставрация изображения: Йонас Загорскас, Кристиан Николеску, Кармен Ризак
- Продюсеры: Филипп Мартен, Дмитрий Красуля-Вронский, Эммануэль Перро, Луи Водевиль
- Исполнительные продюсеры: Сергей Лозница, Мария Шустова

Копродукция с CC & C (Mediawan).

## Прокат
Во французский прокат фильм вышел 8 июля 2020 года, вместе с ещё тремя документальными лентами под общим названием «Те, кто поют» / Celles qui chantent.  
В том же году фильм вошёл в программу Фестиваля документального кино в Амстердаме (IDFA — 2020) и 58-го Нью-Йоркского кинофестиваля. 
Со 2 декабря 2020 года — на портале Парижской оперы «Третья сцена» / 3e Scène.
В июне 2021 года — в конкурсной программе главного национального фестиваля документального кино США (AFI DOCS).

## Критика
Многими обозревателями отмечен юмор, с которым режиссёр пересматривает торжества во французской опере.

На ступенях Оперного театра Гарнье шествуют медали, мечи, куртизанки и каскады бриллиантов. Повторяемость в подаче материала, организованного Сергеем Лозницей, заставит вас улыбнуться. Но в результате такого монтажа раззоло́ченные члены Французской Республики предстают с непременными чертами монархии. Определённо, опера, «всеобъемлющая форма искусства», всё ещё является прерогативой сильных мира сего…
— Стефан Боннефуа и Адриен Фошо, Tënk 2020

## Комментарии
1. ↑  Посещение Пале Гарнье иностранными делегациями — гостями Французской Республики, было частью официального протокола и неизменным ритуалом середины XX века[4].
2. ↑  19 декабря 1958 года состоялся дебют Марии Каллас в Опера Гарнье — часть именно этого выступления певицы включена С. Лозницей в фильм[5].
3. ↑  C июля 2020 года была возобновлена работа французских кинотеатров, прерванная из-за пандемии[1].